# Sally McCallum
Sally McCallum (eigentlich Sara McCallum, verheiratete Gadd; * 7. August 1940 in Vancouver) ist eine ehemalige kanadische Sprinterin, Hürdenläuferin und Weitspringerin.

## Sportliche Laufbahn
Bei den Panamerikanischen Spielen 1959 in Chicago gewann sie Bronze über 200 m und in der 4-mal-100-Meter-Staffel. Über 100 m wurde sie Fünfter, über 80 m Hürden wurde sie Achte.
1960 schied sie bei den Olympischen Spielen in Rom über 80 m Hürden, im Weitsprung und mit der kanadischen 4-mal-100-Meter-Stafette in der ersten Runde aus. Im selben Jahr wurde sie Kanadische Meisterin über 80 m Hürden und im Weitsprung.

## Persönliche Bestleistungen
- 100 m: 12,3 s, 1960
- 80 m Hürden: 11,2 s, 1960
- Weitsprung: 5,52 m, 1960